# Esercito del Libano del Sud
L'Esercito del Libano del Sud (ELS) (in arabo  جيش لبنان الجنوبي‎?, Jaysh Lubnān al-Janūbī, in ebraico צבא דרום לבנון, צד"ל; Tzvá Dróm Levanón, Tzadál) fu una milizia libanese durante la guerra civile libanese, che operò dal 1976 al 2000.
Dopo il 1979 la milizia operò sotto il comandò del cosiddetto governo del Libano libero di Sa'd Haddad. Era sostenuto totalmente da Israele durante il conflitto del Libano meridionale (1982-2000).

## Storia
Nel 1976, come risultato della guerra civile, l'esercito libanese cominciò a sfaldarsi. Il maggiore Sa'd Haddad, comandante di un battaglione dell'Esercito Libanese stanziato nel meridione, disertò dall'Esercito Libanese e fondò un gruppo noto come "Esercito del Libano Libero". L'Esercito del Libano Libero aveva inizialmente le basi nei paesi di Marj ʿUyūn e di Qoley'a, entrambi nel Libano meridionale. I suoi primi membri erano per lo più cristiani libanesi che combattevano con vari gruppi, inclusa l'Organizzazione per la Liberazione della Palestina, Amal e, dopo l'invasione israeliana del 1982, Hezbollah, che stava emergendo. Benché il gruppo non fosse più sotto il diretto controllo dell'Esercito Libanese, dal 1976 al 1979, i suoi membri continuarono a venire pagati regolarmente dal governo come se fossero ancora regolarmente inseriti nei ruoli regolari.
L'incursione israeliana in Libano nel 1978 permise all'Esercito del Libano Libero di guadagnare il controllo su un'area molto più vasta nel Libano meridionale. Il 18 aprile 1979, Haddād proclamò l'area controllata dalle proprie forze "Libano Libero Indipendente". Il giorno seguente venne ufficialmente espulso dall'Esercito Libanese. L'Esercito del Libano Libero fu rinominato Esercito del Libano del Sud (ELS) nel maggio 1980. Dopo la sua morte per cancro nel 1984, Haddād fu sostituito nelle funzioni di leader da Antoine Lahad (un Tenente Generale in pensione). L'ELS era composto da cristiani, sciiti e drusi dell'area che esso controllava, ma gli ufficiali erano per lo più cristiani. Dopo il 1980 le forze dell'ELS divennero per lo più sciite.
L'ELS era stretto alleato di Israele. Aiutò gli israeliani a combattere l'OLP nella striscia del Libano meridionale fino all'invasione israeliana del Libano nel 1982. Dopo di ciò, il sostegno dell'ELS per gli israeliani venne confermato fino al 2000, combattendo per lo più nella Zona di Sicurezza - l'area del meridione libanese occupata dopo la parziale ritirata israeliana nel 1985 - le forze guerrigliere libanesi guidate da Hezbollah. In cambio, Israele forniva alla milizia armi, uniformi e altro supporto logistico.
Nel 1985 l'ELS aprì il centro detentivo di Khiyam. Fu ampiamente diffusa la notizia che si facesse largo uso della tortura a Khiyam. Israele negò ogni coinvolgimento e affermò che Khiyam era responsabilità unicamente dell'ELS: questo è stato contestato da organizzazioni per i diritti umani come Amnesty International. L'ELS applicò anche un programma per il servizio militare per il quale i maschi sopra i 18 anni residenti nella Zona di Sicurezza erano costretti a servire un intero anno come reclute militari nella milizia del Libano del Sud. L'ELS ricevette finanziamenti, armi e supporto logistico da Israele durante la sua intera esistenza.
Durante gli anni novanta, Hezbollah realizzò attacchi di gravità crescente contro di esso, aiutato negli anni seguenti dall'intelligence militare libanese che si era ampiamente infiltrata nell'ELS. Questo cambio di situazione portò a un progressivo calo di morale e a un calo dei reclutamenti. Nel 2000 l'ELS era calata a 1500 combattenti contro i 3000 di dieci anni prima. Al suo culmine nei primi anni ottanta, l'ELS comprendeva oltre 5000 combattenti.
Poiché nel Libano meridionale stazionavano solo 1000-1200 soldati israeliani in quello stesso periodo, l'ELS portò avanti gran parte della lotta da solo. L'ELS appoggiò anche tutte le operazioni civili di governo nella zona libanese sotto controllo israeliano.

### Ritiro israeliano e collasso dell'ELS

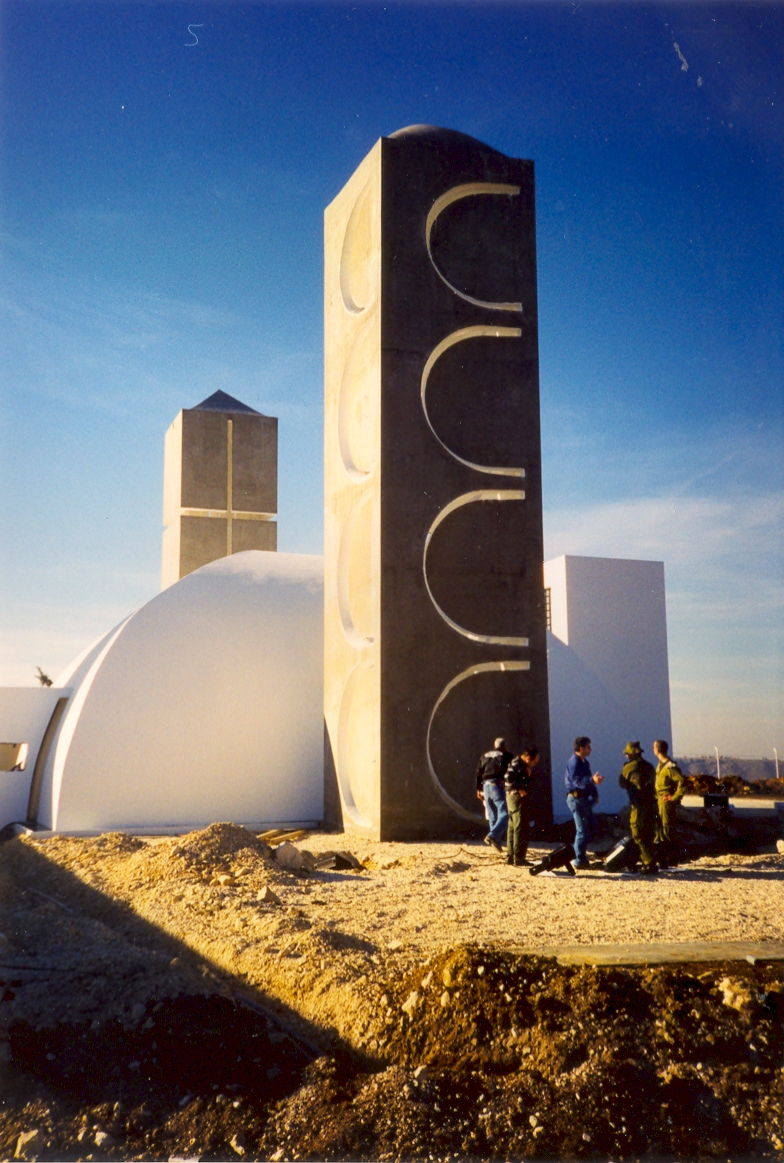
Memoriale dell'esercito del Libano del Sud a Marjayoun

Nel maggio 2000, le forze israeliane abbandonarono alcune postazioni avanzate della zona sotto controllo dell'ELS. Appena il ritiro divenne evidente, i civili libanesi abbandonarono i territori occupati dall'ELS per tornare nei loro villaggi, mentre Hezbollah assunse rapidamente il controllo delle aree precedentemente sotto la giurisdizione de facto dell'ELS. L'Esercito del Libano del Sud al centro della Zona di Sicurezza, collassò di fronte alla rapida avanzata delle masse di militanti di Hezbollah. Il giorno seguente, le posizioni dell'ELS sul margine orientale della Zona di Sicurezza collassò. A seguito di ciò, le forze israeliane cominciarono un generale ripiegamento da tutti i territori libanesi occupati. Ai membri dell'ELS fu detto che la frontiera sarebbe stata chiusa dopo il ritiro israeliano. Molti membri, alcuni con le loro famiglie al seguito, ripararono in Israele, mentre altri si consegnarono alle legittime autorità libanesi o furono presi prigionieri da Hezbollah che li consegnarono alla polizia libanese. I membri dell'ELS catturati dalle autorità libanesi o da Hezbollah furono tradotti in giudizio di fronte a Corti Marziali libanesi. La maggioranza dei componenti dell'ELS era ormai diventata sciita e temeva di essere sospettata di illecito penale qualora fosse fuggita in Israele. A un certo numero di componenti fu garantito asilo politico nei Paesi europei, per lo più in Germania. Hezbollah (movimento a netta maggioranza sciita) fu criticato per aver preavvertito alcuni componenti dell'ELS, evitando loro l'arresto ma anche al Primo Ministro israeliano Ehud Barak non furono risparmiate critiche per aver operato il ripiegamento senza avvertire gli alleati dell'ELS, innescando una ingovernabile condizione di caos che portò al repentino collasso della struttura paramilitare libanese.
Da giugno 2000, 3000 ex-membri dell'ELS sono sotto custodia carceraria in Libano. Dalla fine di quell'anno, circa 2700 di loro sono stati giudicati da Corti Marziali per diserzione. È stato stimato che un terzo dei componenti dell'ELS ha ricevuto una pena di 1 anno e che un altro terzo è stato condannato a meno di 1 mese. Due membri dell'ELS accusati di tortura nella prigione di al-Khiyam sono stati condannati all'ergastolo. Ventuno miliziani dell'ELS sono stati indicati come meritevoli di pena capitale, ma in ognuno dei casi la Corte militare ha poi mutato la sentenza in pena detentiva. Alcune persone sono state condannate all'esilio dal Libano del Sud per un numero di anni variabile.

### Emigrazione in Israele
Poche ore dopo che il ritiro israeliano fu evidente, una colonna di oltre 6000 veterani dell'Esercito del Libano del Sud e di loro famigliari, in maggioranza cristiani, raggiunsero repentinamente la frontiera con Israele, vicino a Metulla. Le autorità israeliane decisero di permettere loro l'ingresso. La comunità vanne accolta freddamente dai locali arabi israeliani, che li additarono come traditori e criminali. Molti dei veterani evitarono di essere associati agli altri arabi, esponendo idee fenicianiste. I veterani e le loro famiglie si dispersero in varie città del nord di Israele, in particolare a Nahariya, Kiryat Shmona, Tiberiade e Ma'alot-Tarshiha, evitando di frequentare le chiese dei locali arabi cristiani, stabilendo le proprie. Agli ufficiali lo Stato israeliano concedette generosi sussidi, mentre i rimanenti veterani sperimentarono un peggioramento del loro standard di vita. Negli anni successivi numerosi veterani tornarono in Libano o emigrarono altrove. A coloro che rimasero fu concessa la cittadinanza israeliana e i loro figli risultano oggi integrati nella società israeliana. Il 6 aprile 2006 la commissione Finanze della Knesset israeliana ha approvato il pagamento di 40000 NIS per famiglia ai veterani dell'ELS, includendovi gli arretrati per il settennio trascorso.